# Procop von Jarosch
Procop Jarosch Ritter von Adlershort (* 3. Juni 1813; † 4. Januar 1884 in Prag) war ein böhmisch-österreichischer Jurist und der Oberstaatsanwalt von Prag im 19. Jahrhundert. Als solcher war er maßgeblich an der Festigung der k.u.k.-Monarchie in Böhmen durch die juristische Verfolgung tschechischer Nationalbewegungen beteiligt. Als Jurist vertrat er in verschiedenen böhmischen juristischen Instanzen eine klare pro-habsburgische Haltung. In Anerkennung dieser Tätigkeiten wurde Procop von Jarosch vom österreichischen Kaiserhaus mit verschiedenen Auszeichnungen bedacht. Durch die Erhebung in den österreichischen Ritterstand im Jahre 1865 war er der Begründer der Adelsfamilie Jarosch.

## Herkunft und Ausbildung
Procop Jarosch entstammte einer böhmischen Familie mit Wurzeln in Prag. Neben Prag lebten Angehörige u. a. in der böhmischen Stadt Przibram, wo seine Familie um 1800 u. a. einen Verlag und eine Buchbinderei betrieb.  Sein Vater Josef Jarosch (1786–1878) stammte aus Keblitz bei Leitmeritz und wuchs dort auf dem Gut der Familie auf. Nach einer kurzen Zeit als Lehrer in Theresienstadt ging Josef Jarosch um das Jahr 1810 nach Prag und war dort zunächst Lehrer an der Blindenschule in Prag. Später wechselte er als Musiklehrer an die Maltheserschule auf der Prager Kleinseite. 1860 wurde er mit dem Goldenen Verdienstkreuz der Habsburgermonarchie ausgezeichnet.
Ein Onkel von Procop Jarosch war der Jurist und Gutsverwalter Franz von Jarosch(-Jaroszinski), der später Rittergutsbesitzer bei Krakau wurde. Ein weiterer Onkel Matthäus Jarosch († 1840) stammte aus Przibram und war später Kammmacher in Oppeln.
Procop Jarosch studierte an der Universität in Prag Rechtswissenschaft und trat nach zweijähriger Rechtspraxis 1838 als Jurist beim Prager Magistrat seinen Dienst an.

## Werdegang als Jurist und Staatsanwalt von Prag
Ab 1844 war er für die Prager Polizei als Jurist in Strafverfahrensangelegenheiten tätig, für die er auch bei den Prozessen gegen die Beteiligten des Prager Arbeiteraufstandes juristisch vorging. Als 1848 in der Bergstadt Eule erste Unruhen ausbrachen und der Magistratsrat aus der Stadt fliehen musste, reiste Procop Jarosch in Begleitung einer Kompagnie des 5. Jägerbataillons in die Bergstadt und sorgte für die Niederschlagung der Unruhen. Nach der Niederschlagung der landesweiten Erhebungen im Jahr 1848 wurde im Prager Schloss eine Untersuchungskommission eingesetzt, in die auch Prokop Jarosch berufen wurde. Ab 1848 war er Teilnehmer der kriegsgerichtlichen Kommission, die die Hochverratsprozesse gegen die Anführer der Aufstände von 1848 führte. Als Auszeichnung für diese Tätigkeiten wurde er 1850 zum Staatsanwalt, zunächst in Eger und schon kurze Zeit später in Prag, ernannt. 1855 wurde er in dieser Position bestätigt. In dieser Eigenschaft leitete er u. a. das Strafverfahren gegen die Redakteure der tschechischen Zeitung „Narodni listy“ im Jahr 1862. Procop von Jarosch starb 1884 als Oberstaatsanwalt von Prag.
Procop von Jarosch war Besitzer des Palais am Großen Ring Nr. 9.

## Familie
Prokop Jarosch war mit Barbara Dzehary (1822–1901) aus Prag verheiratet. Aus der Ehe gingen keine Kinder hervor. Das Adelsprädikat ging auf die Kinder seiner Angehörigen über, u. a. auf Franz von Jarosch, Rittergutsbesitzer in Krakau, als auch auf den Neffen Fedor von Jarosch, Offizier und später Schauspieler und Regisseur.

## Auszeichnungen
Prokop Jarosch erhielt während seiner Laufbahn als Jurist eine Reihe von Auszeichnungen durch das österreichische Kaiserhaus. Bereits 1858 wurde er durch Kaiser Franz Joseph I. mit dem Titel „k.u.k. Oberlandesgerichtsrat“ bedacht. Nach den Prozessen gegen die Redaktion der Zeitung „Narodny listy“ wurde er im Jahr 1864 mit dem Orden der Eisernen Krone III. Klasse von Kaiser Franz Joseph I. ausgezeichnet, was den Titel und Charakter eines Hofrates einschloss. Als Ritter des Ordens der Eisernen Krone wurde er im folgenden Jahr (1865) in den erblichen österreichischen Ritterstand mit dem Prädikat „von Adlershort“ erhoben.